# John Bradley West
John Bradley West (Wythenshawe, Manchester, 1988) és un actor anglès, conegut per haver interpretat el paper de Samwell Tarly a la sèrie Game of Thrones.

## Biografia
Va estudiar al Loreto College, i posteriorment es graduà a l'Escola Metropolitana de Teatre de Manchester. Quan encara no havia acabat els estudis d'interpretació, el 2010 fou seleccionat per interpretar el paper de Samwell Tarly en l'adaptació televisiva Game of Thrones de la sèrie de novel·les Cançó de gel i de foc de l'escriptor George R. R. Martin. També ha participat a la sèrie Shameless o al videojoc World of Warcraft.

## Filmografia
- Game of Thrones (2011-2019) − Samwell Tarly
- Borgia: Faith and Fear (2011) − Giovanni de Mèdici
- Anna Karenina (2012) − príncep austríac